# Lee Ju-ho (Politiker)
Lee Ju-ho (koreanisch 이주호, * 17. Februar 1961 in Chilgok) ist ein südkoreanischer Politiker und Wirtschaftswissenschaftler. Vom 2. Mai 2025 bis zum Amtsantritt von Kim Min-seok am 3. Juli 2025 war er kommissarischer Premierminister. Zudem war er vom 2. Mai bis zum 4. Juni 2025 kommissarisch Präsident der Republik Korea. Vom 7. November 2022 an war er Bildungsminister im Kabinett Yoon Suk-yeol. Zuvor diente er bereits von 2010 bis 2013 als Bildungsminister in der Regierung Lee Myung-baks.

## Leben
Lee Ju-ho wurde am 17. Februar 1961 im Landkreis Chilgok geboren. Er ging auf die Cheonggu-Schule in Daegu. Lee studierte an der Seoul National University das Fach Internationale Wirtschaft und erreichte einen Masterabschluss in Wirtschaftswissenschaften. Er promovierte am Graduiertenkolleg der Cornell University in Ithaca (New York) in internationaler Wirtschaft.
In Südkorea arbeitete er zunächst am Nationalen Institut für Wirtschaftsforschung und dann am Institut für die Entwicklung Koreas, wo er Dekan des Instituts für Public Policy and Management in Sejong wurde. Er wurde Professor an der Colgate University in Madison County (New York). Anschließend kehrte er als Direktor ans Institut für Public Policy and Management zurück. Er gilt als Experte für Fragen des Arbeitsmarkts.
Bei der Parlamentswahl in Südkorea 2004 zog er als Abgeordneter ins Gukhoe ein. Er wurde im Kabinett von Lee Myung-bak zunächst stellvertretender Bildungsminister und im Jahr 2010 schließlich Minister für Bildung, Wissenschaft und Technologie, dieses Amt hatte er bis 2013 inne. Er ist Mitglied der Internationalen Kommission zur Finanzierung globaler Bildungschancen der Vereinten Nationen.
Am 7. November 2022 wurde er von Yoon Suk-yeol als Parteiloser als Minister für Bildung und Soziales sowie stellvertretender Premierminister in die südkoreanische Regierung berufen. Er führte eine kostenlose Nachmittagsbetreuung für Grundschüler ein sowie digitale und KI-basierte Lehrbücher. Nicht erfolgreich war sein Reformvorhaben, 2000 neue Zulassungen für das Medizinstudium zu ermöglichen. Nachdem am 1. Mai 2025 sowohl Premierminister Han Duck-soo, der nach Yoons Amtsenthebung Interimspräsident wurde, als auch sein Stellvertreter und Finanzminister Choi Sang-mok zurücktraten, wurde Lee amtierender Präsident der Republik Südkorea, amtierender Premierminister sowie amtierender Finanzminister und blieb Minister für Bildung und Soziales. Zu diesem Zeitpunkt war bereits eine Neuwahl am 3. Juni 2025 angesetzt worden. In seiner Präsidentschaft rief er die internationale Staatengemeinschaft zur Zusammenarbeit auf, um an Stelle von Krieg und Protektionismus lieber die globalen Herausforderungen des Klimawandels und der wirtschaftlichen Instabilität sowie des technologischen Fortschritts bei künstlicher Intelligenz gemeinsam zu lösen. Seine Amtszeit als Präsident endete am 4. Juni 2025.

## Schriften (Auswahl)
- Trade and labor standards: a Korean perspective. In: The multilateral trading system in a globalizing world. 2000, ISBN 89-8063-097-2, S. 317–336 (englisch).
- Lee Ju-ho, Sunwoong Kim (Hrsg.): Hierarchy and Market Competition in South Korea’s Higher Education Sector. 19. Februar 2004, doi:10.2139/ssrn.504842 (englisch).
- Educational Reform Through Project-Based Learning (PBL). In: KDI Focus. 2016 (englisch, ssrn.com).
- Lee Ju-ho, Hyeok Hong Jeong, Chang Song (Hrsg.): Human capital and development: lessons and insights from Korea’s transformation. Edward Elgar Publishing, Cheltenham 2018, ISBN 978-1-78643-697-9 (englisch).
- Early-life exposure to earthquakes and its long-term effects on human capital outcomes: the case of Myanmar. In: Journal of Asian economics. Band 78. Amsterdam, Greenwich (Connecticut), Lausanne 2022, doi:10.1016/j.asieco.2021.101409 (englisch).